# Aarambhada
Aarambhada is een census town in het district Jamnagar van de Indiase staat Gujarat. 

## Demografie
Volgens de Indiase volkstelling van 2001 wonen er 15.008 mensen in Aarambhada, waarvan 51% mannelijk en 49% vrouwelijk is. De plaats heeft een alfabetiseringsgraad van 8.019 personen. 